# Mohamad Ahansal
Pour les articles homonymes, voir Ahansal.
Mohamad Ahansal, né en 1973, est un traileur marocain. Il a notamment remporté cinq fois le marathon des Sables. Il est le frère cadet du traileur Lahcen Ahansal.

## Biographie
Mohamad Ahansal naît en 1973 dans une famille nomade berbère. Son père meurt alors qu'il n'est âgé que de deux ans. Sa mère décide alors de changer de mode de vie et s'installe dans un village près de Zagora afin que ses cinq enfants puissent être scolarisés. Mohamad et son frère Lahcen se mettent à pratiquer la course à pied, d'abord comme loisir puis de manière compétitive,. En 1991, Lahcen Ahansal prend part au marathon des Sables de manière inofficielle et termine en deuxième position. C'est une révélation pour lui et l'épreuve devient le principal centre d'intérêt des deux frères. En 1996, Mohamad Ahansal prend part à son premier marathon des Sables et se classe quatrième.
Lahcen Ahansal remporte la victoire en 1997, puis Mohamad parvient à s'imposer l'année suivante devant son frère. Il établit à cette occasion un record du monde Guinness en bouclant l'épreuve en 16 h 22 min 29 s. Après sa victoire, il fait la rencontre de l'entrepreneur allemand Lutz Ulla. Ce dernier l'invite à venir courir le marathon de Francfort mais l'obtention du visa s'avère plus compliqué que prévu, la Fédération royale marocaine d'athlétisme refuse de reconnaître Mohamad Ahansal comme un athlète, argumentant que le marathon des Sables n'est pas une épreuve d'athlétisme. Les organisateurs du marathon parviennent à obtenir le visa et Mohamad Ahansal court ainsi son premier marathon sur route. Il déménage par la suite en Allemagne, à Ingolstadt,.
En 2000, Mohamad Ahansal et son frère Lahcen prennent part au Swiss Alpine Marathon. Tandis que Lahcen, annoncé comme l'un des favoris sur l'épreuve-reine K78, abandonne, Mohamad s'impose aisément sur le K42.
Le 14 octobre 2001, il s'élance parmi les favoris sur le marathon de Munich. Il termine troisième en 2 h 28 min 37 s derrière l'Ukrainien Andriy Naumov (en) et le Kényan Philip Kipkemboi Kemei.
Il démontre de bons résultats sur les épreuves de marathon de montagne et remporte la Marathon Mountain Cup en 2007, série regroupant les marathons du Liechtenstein, de Zermatt et de de la Jungfrau.
En 2008, il profite de l'absence de son frère pour remporter à nouveau le marathon des Sables. Il creuse l'écart dès les deux premières étapes puis gère son avance pour s'imposer avec vingt minutes d'avance devant le Jordanien Salameh Al Aqra.
En avril 2013, il domine à nouveau le marathon des Sables pour remporter sa cinquième victoire de l'épreuve en s'imposant avec une large avance de 40 minutes devant son grand rival Salameh Al Aqra.
Les deux frères créent leur propre épreuve de trail par étapes, le Trans Atlas Marathon en 2013. Cette épreuve se déroule de manière similaire au marathon des Sables avec six étapes à effectuer pour un total d'environ 250 kilomètres dans le Haut-Atlas marocain,.

## Palmarès

### Trail
| no  | masculin           | Course                    | Longueur | Départ               | Temps            |
| --- | ------------------ | ------------------------- | -------- | -------------------- | ---------------- |
| 1re | Médaille d'or      | Marathon des Sables       | 229 km   | 29 mars-4 avril 1998 | 16 h 22 min 29 s |
| 2e  | Médaille d'argent  | Marathon des Sables       | 220 km   | 4-10 avril 2000      | 18 h 27 min 15 s |
| 1re | Médaille d'or      | Swiss Alpine Marathon K42 | 42 km    | 29 juillet 2000      | 3 h 4 min 33 s   |
| 2e  | Médaille d'argent  | Marathon des Sables       | 243 km   | 1-7 avril 2001       | 19 h 35 min 23 s |
| 3e  | Médaille de bronze | Swiss Alpine Marathon K78 | 78 km    | 28 juillet 2001      | 6 h 9 min 51 s   |
| 2e  | Médaille d'argent  | Marathon des Sables       | 230 km   | 7-13 avril 2002      | 18 h 33 min 24 s |
| 1re | Médaille d'or      | Swiss Alpine Marathon K42 | 42 km    | 27 juillet 2002      | 3 h 9 min 0 s    |
| 2e  | Médaille d'argent  | Marathon des Sables       | 243 km   | 6-12 avril 2003      | 18 h 59 min 15 s |
| 1re | Médaille d'or      | Zugspitz Extremberglauf   | 16,1 km  | 19 juillet 2003      | 2 h 16 min 17 s  |
| 2e  | Médaille d'argent  | Marathon des Sables       | 237 km   | 11-17 avril 2004     | 18 h 7 min 46 s  |
| 2e  | Médaille d'argent  | Marathon des Sables       | 245,7 km | 10-16 avril 2005     | 19 h 16 min 59 s |
| 2e  | Médaille d'argent  | Zugspitz Extremberglauf   | 16,1 km  | 24 juillet 2005      | 2 h 3 min 46 s   |
| 1re | Médaille d'or      | Swiss Alpine Marathon K42 | 42 km    | 30 juillet 2005      | 3 h 12 min 53 s  |
| 2e  | Médaille d'argent  | Marathon des Sables       | 221 km   | 25-31 mars 2007      | 17 h 36 min 51 s |
| 4e  | 4e                 | LGT Alpin Marathon        | 42,2 km  | 16 juin 2007         | 3 h 14 min 50 s  |
| 6e  | 6e                 | Marathon de Zermatt       | 42,2 km  | 7 juillet 2007       | 3 h 20 min 44 s  |
| 3e  | Médaille de bronze | Zugspitz Extremberglauf   | 14,7 km  | 22 juillet 2007      | 1 h 46 min 28 s  |
| 3e  | Médaille de bronze | Swiss Alpine Marathon K78 | 78 km    | 28 juillet 2007      | 6 h 19 min 57 s  |
| 1re | Médaille d'or      | Marathon des Sables       | 245,3 km | 30 mars-5 avril 2008 | 19 h 27 min 46 s |
| 1re | Médaille d'or      | Marathon des Sables       | 202,2 km | 30 mars-4 avril 2009 | 16 h 27 min 26 s |
| 1re | Médaille d'or      | Marathon des Sables       | 245 km   | 2-12 avril 2010      | 19 h 45 min 8 s  |
| 1re | Médaille d'or      | Trail de l'Oukaïmeden     | 45 km    | 4 octobre 2010       | 4 h 56 min 50 s  |
| 2e  | Médaille d'argent  | Marathon des Sables       | 250,7 km | 3-9 avril 2011       | 21 h 3 min 37 s  |
| 5e  | 5e                 | Transvulcania             | 83,3 km  | 7 mai 2011           | 8 h 16 min 10 s  |
| 2e  | Médaille d'argent  | Marathon des Sables       | 250,7 km | 8-14 avril 2012      | 20 h 20 min 23 s |
| 1re | Médaille d'or      | Marathon des Sables       | 250,7 km | 5-15 avril 2013      | 18 h 59 min 35 s |
| 3e  | Médaille de bronze | Marathon des Sables       | 244 km   | 6-12 avril 2014      | 20 h 50 min 58 s |
| 2e  | Médaille d'argent  | Grand to Grand Ultra      | 169 mi   | 20-26 septembre 2015 | 34 h 45 min 36 s |

### Route
| Année | Compétition                | Lieu       | Place | Épreuve       | Performance     |
| ----- | -------------------------- | ---------- | ----- | ------------- | --------------- |
| 1999  | Semi-marathon de Berlin    | Berlin     | 4e    | Semi-marathon | 1 h 5 min 49 s  |
| 2001  | Marathon de Munich         | Munich     | 3e    | Marathon      | 2 h 28 min 37 s |
| 2005  | Marathon de Menden         | Menden     | 1er   | Marathon      | 2 h 39 min 12 s |
| 2007  | Semi-marathon d'Ingolstadt | Ingolstadt | 2e    | Semi-marathon | 1 h 12 min 9 s  |
| 2010  | Marathon de Ratisbonne     | Ratisbonne | 6e    | Marathon      | 2 h 36 min 48 s |

## Records
| Épreuve       | Performance     | Date             | Lieu             |
| ------------- | --------------- | ---------------- | ---------------- |
| 10 kilomètres | 32 min 44 s     | 1er juillet 2007 | Markt Indersdorf |
| Semi-marathon | 1 h 5 min 49 s  | 28 mars 1999     | Berlin           |
| Marathon      | 2 h 28 min 37 s | 14 octobre 2001  | Munich           |